# Кто твой Кэдди?
«Кто твой Кэдди?» (англ. Who's Your Caddy?) — американский комедийный фильм 2007 года режиссёра Дона Майкла Пола. Релиз в Соединённых Штатах 27 июля 2007 года, релиз на DVD 27 ноября того же года.

## Сюжет
Богатому «чёрному» Кристоферу «Си-Ноут» Хоукинсу отказали от членства в эксклюзивном загородном гольф-клубе, ссылаясь на то что это «Клуб для джентальменов» а не для рэперов с их сиськастыми сучками. Си-Ноут покупает домик по соседству за пять лимонов и теперь он с чёрной братвой не дадут «белым» спокойно поиграть в гольф. Тогда члены клубы решают обхитрить рэпера, согласившись и приняв его в клуб, но, с испытательным сроком.

## В ролях
| Актёр          | Роль                        |
| -------------- | --------------------------- |
| Big Boi        | Кристофер «Си-Ноут» Хоукинс |
| Джеффри Джонс  | камео                       |
| Лил Уэйн       | камео                       |
| Энди Милонакис | Уилсон                      |